# Élections sénatoriales de 2014 dans le Cher
Les élections sénatoriales de 2014 dans le Cher ont lieu le dimanche 28 septembre 2014. Elles ont pour but d'élire les deux sénateurs représentant le département au Sénat pour un mandat de six années.

## Contexte départemental
Lors des élections sénatoriales du 21 septembre 2008 dans le Cher, deux sénateurs ont été élus au scrutin majoritaire : Rémy Pointereau et François Pillet, tous deux candidats présentés par l'UMP. 
Depuis 2008, le collège électoral, constitué des grands électeurs que sont les sénateurs sortants, les députés du département, les conseillers régionaux, les conseillers généraux et les délégués des conseils municipaux, a été largement renouvelé par des élections législatives de 2012 à l'issue desquelles le PS remporte une des circonscriptions du département, les deux autres restant acquises à leurs précédents détenteurs UMP et PCF; les élections régionales de 2010 qui ont conforté la majorité de gauche au conseil régional du Centre, les élections cantonales de 2011 qui ont permis à la gauche de renforcer sa majorité au conseil général et surtout les élections municipales de 2014 qui ont vu une certaine stabilité dans le département: alors que la France connaissait à cette occasion une vague bleue d'une rare ampleur, dans le Cher, département où les mairies de gauche sont principalement détenues par le PCF et le PRG, seule, parmi les communes de plus de 2 000 habitants, Vignoux-sur-Barangeon a connu l'alternance.

## Sénateurs sortants
| Sénateur | Sénateur        | Parti | Fonctions lors de l'élection en 2008                   |
| -------- | --------------- | ----- | ------------------------------------------------------ |
|          | Rémy Pointereau | UMP   | Sénateur sortant, conseiller général, maire de Lazenay |
|          | François Pillet | UMP   | Sénateur sortant, maire de Mehun-sur-Yèvre             |

## Collège électoral
En application des règles applicables pour les élections sénatoriales françaises, le collège électoral appelé à élire les sénateurs du Cher en 2014 se compose de la manière suivante :
| Délégués des communes                             |                        |                       |                       |          |                     |
|                                                   | Conseillers municipaux | Délégués / commune    | Communes concernées   | Délégués | % collège électoral |
| Délégués des communes de moins de 9 000 habitants |                        |                       |                       |          |                     |
| - communes de < 100 habitants                     | 7                      | 1                     | 17                    | 17       | 1,93%               |
| - communes de < 500 habitants                     | 11                     | 1                     | 153                   | 153      | 17,33%              |
| - communes de < 1 500 habitants                   | 15                     | 3                     | 88                    | 264      | 29,90%              |
| - communes de < 2 500 habitants                   | 19                     | 5                     | 18                    | 90       | 10,19%              |
| - communes de < 3 500 habitants                   | 23                     | 7                     | 4                     | 28       | 3,17%               |
| - communes de < 5 000 habitants                   | 27                     | 15                    | 3                     | 45       | 5,10%               |
| - communes de < 9 000 habitants                   | 29                     | 15                    | 3                     | 45       | 5,10%               |
| Délégués des communes de 9 000 à 29 999 habitants |                        |                       |                       |          |                     |
| - communes de < 10 000 habitants                  | 29                     | 29                    | 1                     | 29       | 3,28%               |
| - communes de < 20 000 habitants                  | 33                     | 33                    | 1                     | 33       | 3,74%               |
| - communes de < 30 000 habitants                  | 35                     | 35                    | 1                     | 35       | 3,96%               |
| Délégués des communes de 30 000 habitants et plus |                        |                       |                       |          |                     |
| - Bourges (66 602 hab.)                           | 49                     | 94                    | 1                     | 94       | 10,35%              |
| Délégués des communes                             | Délégués des communes  | Délégués des communes | Délégués des communes | 833      | 94,34%              |
| Conseillers généraux                              | Conseillers généraux   | Conseillers généraux  | Conseillers généraux  | 35       | 3,96%               |
| Conseillers régionaux                             | Conseillers régionaux  | Conseillers régionaux | Conseillers régionaux | 10       | 1,13%               |
| Députés                                           | Députés                | Députés               | Députés               | 3        | 0,34%               |
| Sénateurs                                         | Sénateurs              | Sénateurs             | Sénateurs             | 2        | 0,23%               |
| Total                                             | Total                  | Total                 | Total                 | 883      | 100,00%             |

1. ↑  Dans les communes de moins de 9 000 le conseil municipal élit en son sein des délégués dont le nombre dépend de la taille de la commune.
2. ↑  Dans les communes de 9 000 à 29 999 habitants, tous les conseillers municipaux sont délégués. Il n'y a pas de délégués supplémentaires
3. ↑  Dans les communes de plus de 30 000 habitants, tous les conseillers municipaux sont délégués et, en complément, le conseil municipal désigne des délégués supplémentaires à raison de 1 par tranche de 800 habitants au-delà de 30 000 habitants

## Présentation des candidats
Les nouveaux représentants sont élus pour une législature de 6 ans au suffrage universel indirect par les grands électeurs du département. Dans le Cher, les deux sénateurs sont élus au scrutin majoritaire à deux tours. Ils sont 10 candidats dans le département, chacun avec un suppléant.
| N°  | Candidats | Candidats               | Parti | Principales fonctions                                             |
| --- | --------- | ----------------------- | ----- | ----------------------------------------------------------------- |
| T01 |           | François Pillet         | UMP   | Sénateur sortant                                                  |
| S01 |           | Marie-Pierre Richer     | UMP   | Présidente de la CC Le Dunois, adjointe au maire de Dun-sur-Auron |
| T02 |           | Jean-Michel Guérineau   | PCF   | Conseiller municipal de Bourges                                   |
| S02 |           | Élisabeth Hovasse-Prély | PCF   | Adjointe au maire de Vierzon                                      |
| T03 |           | Rémy Pointereau         | UMP   | Sénateur sortant, conseiller général, maire de Lazenay            |
| S03 |           | Jacqueline Champion     | UMP   | Adjointe au maire de Saint-Amand-Montrond                         |
| T04 |           | Pascal Margerin         | PS    | Maire de Blancafort                                               |
| S04 |           | Christine Hivert        | PS    |                                                                   |
| T05 |           | Jean-Marie Brochard     | EELV  | Conseiller municipal de Chambon                                   |
| S05 |           | Marie Fornoni           | EELV  |                                                                   |
| T06 |           | Aymar de Germay         | UDI   | Maire de Marmagne                                                 |
| S06 |           | Annie Lallier           | UDI   |                                                                   |
| T07 |           | Delphine Piétu          | PCF   | Première adjointe au Maire de Thénioux                            |
| S07 |           | Patrice Clamote         | PCF   | Adjoint au Maire de Beffes                                        |
| T08 |           | Alix Penloup            | DLR   |                                                                   |
| S08 |           | Philippe Chabin         | DLR   |                                                                   |
| T09 |           | Pascal Méreau           | PS    |                                                                   |
| S09 |           | Agnès Sinsoulier        | PS    |                                                                   |
| T10 |           | Jean-René Coueille      | FN    |                                                                   |
| S10 |           | Martine Raimbault       | FN    |                                                                   |

## Résultats
|             | François Pillet       | UMP         | 533 | 61,19  |  |  |
|             | Rémy Pointereau       | UMP         | 494 | 56,72  |  |  |
|             | Aymar de Germay       | UDI         | 198 | 22,73  |  |  |
|             | Jean-Michel Guerineau | PCF         | 148 | 16,99  |  |  |
|             | Pascal Méreau         | PS          | 121 | 13,89  |  |  |
|             | Delphine Pietu        | PCF         | 71  | 8,15   |  |  |
|             | Pascal Margerin       | PS          | 60  | 6,89   |  |  |
|             | Jean-René Coueille    | FN          | 14  | 1,61   |  |  |
|             | Jean-Marie Brochard   | EELV        | 11  | 1,26   |  |  |
|             | Alix Penloup          | DLR         | 2   | 0,23   |  |  |
|             |                       |             |     |        |  |  |
| Inscrits    | Inscrits              | Inscrits    | 882 | 100,00 |  |  |
| Abstentions | Abstentions           | Abstentions | 8   | 0,91   |  |  |
| Votants     | Votants               | Votants     | 874 | 99,09  |  |  |
| Blancs      | Blancs                | Blancs      | 2   | 0,23   |  |  |
| Nuls        | Nuls                  | Nuls        | 1   | 0,11   |  |  |
| Exprimés    | Exprimés              | Exprimés    | 871 | 99,66  |  |  |